# Portsmouth, Virginia
Portsmouth là một thành phố thuộc quận, tiểu bang Virginia, Hoa Kỳ. Thành phố có diện tích km², dân số thời điểm năm 2000 theo điều tra của Cục điều tra dân số Hoa Kỳ là 100.565 người2, dân số năm 2008 là 100.577 người nhưng giảm còn 99.321 vào năm 2009..